# Lista de expedições às estações espaciais Salyut
Esta é uma lista cronológica das expedições para as estações espaciais Salyut.  Inicialmente, essas expedições não eram numeradas. Entretanto, as tripulações da Salyut 6 e 7 eram numeradas EO-n, onde n é subsequentemente aumentado com cada expedição para tal estação. Visitantes são exluidos desta lista (veja lista de voos para as estações espaciais Salyut para detalhes). Os comandantes estão listados em itálico. A duração é marcada desde a acoplagem até o desacoplamento.  
O programa Salyut eram uma série de estações espaciais Soviéticas lançadas durante os anos 70 e 80. Seis estações foram tripuladas, enquanto outras não, seja devido a falhas ou por serem protótipos. Os voos tripulados do programa acabaram em 1986, quando passaram a focar na estação espacial Mir.

## Lista
| #                                                 | Insígnia         | Tripulação                                                | Veículo de lançamento Data de lançamento | Veículo de aterrissagem Data de aterrissagem | Duração (dias) | Imagem da tripulação | Ref    |
| ------------------------------------------------- | ---------------- | --------------------------------------------------------- | ---------------------------------------- | -------------------------------------------- | -------------- | -------------------- | ------ |
| Salyut 1                                          |                  |                                                           |                                          |                                              |                |                      |        |
| 23 de abril de 1971 - 25 de abril de 1971         |                  |                                                           |                                          |                                              |                |                      |        |
| —                                                 |                  | Vladimir Shatalov Aleksei Yeliseyev Nikolai Rukavishnikov | Soyuz 10 23 de abril de 1971             | Soyuz 10 25 de abril de 1971                 | 1d 23h 45m 54s |                      | [ 1 ]  |
| 7 de junho de 1971 - 29 de junho de 1971          |                  |                                                           |                                          |                                              |                |                      |        |
| —                                                 |                  | Georgi Dobrovolski Vladislav Volkov Viktor Patsayev       | Soyuz 11 6 de junho de 1971              | Soyuz 11 30 de junho de 1971                 | 22d 10h 39m    |                      | [ 2 ]  |
| Salyut 3                                          |                  |                                                           |                                          |                                              |                |                      |        |
| 4 de julho de 1974 - 19 de julho de 1974          |                  |                                                           |                                          |                                              |                |                      |        |
| —                                                 |                  | Pavel Popovich Yuri Artyukhin                             | Soyuz 14 3 de julho de 1974              | Soyuz 14 19 de julho de 1974                 | 14d 12h 3m     |                      | [ 3 ]  |
| 26 de agosto de 1974 - 28 de agosto de 1974       |                  |                                                           |                                          |                                              |                |                      |        |
| —                                                 |                  | Gennadi Sarafanov Lev Demin                               | Soyuz 15 26 de agosto de 1974            | Soyuz 15 28 de agosto de 1974                | 2d 00h 12m 11s |                      | [ 4 ]  |
| Salyut 4                                          |                  |                                                           |                                          |                                              |                |                      |        |
| 12 de janeiro de 1975 - 09 de fevereiro de 1975   |                  |                                                           |                                          |                                              |                |                      |        |
| —                                                 |                  | Aleksei Gubarev Georgi Grechko                            | Soyuz 17 10 de janeiro de 1975           | Soyuz 17 09 de fevereiro de 1975             | 28d 4h 43m     |                      | [ 5 ]  |
| 5 de abril de 1975 - 5 de abril de 1975           |                  |                                                           |                                          |                                              |                |                      |        |
| —                                                 |                  | Vasili Lazarev Oleg Makarov                               | Soyuz 18a 5 de abril de 1975             | Soyuz 18a 5 de abril de 1975                 | 21m 27s        |                      | [ 6 ]  |
| 25 de maio de 1975 - 26 de julho de 1975          |                  |                                                           |                                          |                                              |                |                      |        |
| —                                                 |                  | Pyotr Klimuk Vitali Sevastyanov                           | Soyuz 18 24 de maio de 1975              | Soyuz 18 26 de julho de 1975                 | 61d 13h 26m    |                      | [ 7 ]  |
| Salyut 5                                          |                  |                                                           |                                          |                                              |                |                      |        |
| 07 de julho de 1976 - 24 de agosto de 1976        |                  |                                                           |                                          |                                              |                |                      |        |
| —                                                 |                  | Boris Volynov Vitali Zholobov                             | Soyuz 21 06 de julho de 1976             | Soyuz 21 24 de agosto de 1976                | 48d            |                      | [ 8 ]  |
| 14 de outubro de 1976 - 16 de outubro de 1976     |                  |                                                           |                                          |                                              |                |                      |        |
| —                                                 |                  | Vyacheslav Zudov Valeri Rozhdestvensky                    | Soyuz 23 14 de outubro de 1976           | Soyuz 23 16 de outubro de 1976               | 2d 00h 06m 35s |                      | [ 9 ]  |
| 08 de fevereiro de 1977 - 25 de fevereiro de 1977 |                  |                                                           |                                          |                                              |                |                      |        |
| —                                                 |                  | Viktor Gorbatko Yuri Glazkov                              | Soyuz 24 07 de fevereiro de 1977         | Soyuz 24 25 de fevereiro de 1977             | 16d 12h 43m    |                      | [ 10 ] |
| Salyut 6                                          |                  |                                                           |                                          |                                              |                |                      |        |
| 09 de outubro de 1977 - 11 de outubro de 1977     |                  |                                                           |                                          |                                              |                |                      |        |
| —                                                 |                  | Vladimir Kovalyonok Valery Ryumin                         | Soyuz 25 09 de outubro de 1977           | Soyuz 25 11 de outubro de 1977               | 2d 00h 44m 45s |                      | [ 11 ] |
| 11 de dezembro de 1977 - 16 de março de 1978      |                  |                                                           |                                          |                                              |                |                      |        |
| EO-1                                              |                  | Yuri Romanenko Georgi Grechko                             | Soyuz 26 10 de dezembro de 1977          | Soyuz 27 16 de março de 1978                 | 95d 4h 56m     |                      | [ 12 ] |
| 16 de junho de 1978 - 02 de novembro de 1978      |                  |                                                           |                                          |                                              |                |                      |        |
| EO-2                                              |                  | Vladimir Kovalyonok Aleksandr Ivanchenkov                 | Soyuz 29 15 de junho de 1978             | Soyuz 31 02 de novembro de 1978              | 138d 9h 48m    |                      | [ 13 ] |
| 26 de fevereiro de 1979 - 19 de agosto de 1979    |                  |                                                           |                                          |                                              |                |                      |        |
| EO-3                                              |                  | Vladimir Lyakhov Valeri Ryumin                            | Soyuz 32 25 de fevereiro de 1979         | Soyuz 34 14 de junho de 1979                 | ~173d 10h 31m  |                      | [ 14 ] |
| 10 de abril de 1980 - 11 de outubro de 1980       |                  |                                                           |                                          |                                              |                |                      |        |
| EO-4                                              |                  | Leonid Popov Valeri Ryumin                                | Soyuz 35 09 de abril de 1980             | Soyuz 37 11 de outubro de 1980               | 183d 15h 17m   |                      | [ 15 ] |
| 28 de novembro de 1980 - 10 de dezembro de 1980   |                  |                                                           |                                          |                                              |                |                      |        |
| -                                                 |                  | Leonid Kizim Oleg Makarov Gennady Strekalov               | Soyuz T-3 27 de novembro de 1980         | Soyuz T-3 10 de dezembro de 1980             | 11d 14h 16m    |                      | [ 16 ] |
| 13 de março de 1981 - 16 de maio de 1981          |                  |                                                           |                                          |                                              |                |                      |        |
| EO-5                                              |                  | Vladimir Kovalyonok Viktor Savinykh                       | Soyuz T-4 12 de março de 1981            | Soyuz T-4 26 de maio de 1981                 | 73d 12h 47m    |                      | [ 17 ] |
| Salyut 7                                          |                  |                                                           |                                          |                                              |                |                      |        |
| 14 de maio de 1982 - 10 de dezembro de 1982       |                  |                                                           |                                          |                                              |                |                      |        |
| EO-1                                              |                  | Anatoli Berezovoy Valentin Lebedev                        | Soyuz T-5 13 de maio de 1982             | Soyuz T-7 10 de dezembro de 1982             | 210d 4h 10m    |                      | [ 18 ] |
| 20 de abril de 1983 - 22 de abril de 1983         |                  |                                                           |                                          |                                              |                |                      |        |
| —                                                 |                  | Vladimir Titov Gennady Strekalov Aleksandr Serebrov       | Soyuz T-8 20 de abril de 1983            | Soyuz T-8 22 de abril de 1983                | 2d 00h 17m 48s |                      | [ 19 ] |
| 28 de junho de 1983 - 23 de novembro de 1983      |                  |                                                           |                                          |                                              |                |                      |        |
| EO-2                                              |                  | Vladimir Lyakhov Aleksandr Pavlovich Aleksandrov          | Soyuz T-9 27 de junho de 1983            | Soyuz T-9 23 de novembro de 1983             | 148d 5h 54m    |                      | [ 20 ] |
| 09 de fevereiro de 1984 - 02 de outubro de 1984   |                  |                                                           |                                          |                                              |                |                      |        |
| EO-3                                              |                  | Leonid Kizim Vladimir Solovyov Oleg Atkov                 | Soyuz T-10 08 de fevereiro de 1984       | Soyuz T-11 02 de outubro de 1984             | 235d 16h 52m   |                      | [ 21 ] |
| 08 de junho de 1985 - 26 de setembro de 1985      |                  |                                                           |                                          |                                              |                |                      |        |
| EO-4                                              |                  | Vladimir Dzhanibekov                                      | Soyuz T-13 06 de junho de 1985           | Soyuz T-13 26 de setembro de 1985            | 109d 19h 8m    |                      | [ 22 ] |
| EO-4                                              | Viktor Savinykh  | Continuou para a EO-5                                     | Continuou para a EO-5                    |                                              |                |                      | [ 22 ] |
| 26 de setembro de 1985 - 21 de novembro de 1985   |                  |                                                           |                                          |                                              |                |                      |        |
| EO-5                                              |                  | Vladimir Vasyutin                                         | Soyuz T-14 17 de setembro de 1985        | Soyuz T-14 12 de novembro de 1985            | 56d 3h 18m     |                      | [ 23 ] |
| EO-5                                              | Aleksandr Volkov |                                                           | Soyuz T-14 17 de setembro de 1985        | Soyuz T-14 12 de novembro de 1985            | 56d 3h 18m     |                      | [ 23 ] |
| EO-5                                              | Viktor Savinykh  | Continuação da expedição anterior                         | 168d 03h 51m 09s                         | Soyuz T-14 12 de novembro de 1985            |                |                      | [ 23 ] |
| 06 de maio de 1986 - 15 de junho de 1986          |                  |                                                           |                                          |                                              |                |                      |        |
| EO-6                                              |                  | Leonid Kizim Vladimir Solovyov                            | Soyuz T-15 13 de março de 1986           | Soyuz T-15 16 de julho de 1986               | 49d 22h 1m     |                      | [ 24 ] |

### Expedições canceladas
| #                | Tripulação                                                  | Data de lançamento      | Motivo do cancelamento                                                            | Ref    |
| ---------------- | ----------------------------------------------------------- | ----------------------- | --------------------------------------------------------------------------------- | ------ |
| Salyut 1         |                                                             |                         |                                                                                   |        |
| 2                | Aleksei Leonov Nikolai Rukavishnikov Pyotr Kolodin          | 20 de julho de 1971     | Cancelado após a fatalidade da Soyuz 11.                                          | [ 25 ] |
| DOS-2            |                                                             |                         |                                                                                   |        |
| 1                | Aleksei Leonov Valeri Kubasov                               | Agosto de 1972          | Cancelado após o lançamento mal sucedido da DOS-2.                                | [ 26 ] |
| Salyut 2         |                                                             |                         |                                                                                   |        |
| 1                | Pavel Popovich Yuri Artyukhin                               | Metade de abril de 1973 | Cancelado após a perda da Salyut 2 após entrar em órbita.                         | [ 27 ] |
| DOS-3            |                                                             |                         |                                                                                   |        |
| 1                | Aleksei Leonov Valeri Kubasov                               | 14 de maio de 1973      | Cancelado após a perda da DOS-3.                                                  | [ 28 ] |
| Salyut 5         |                                                             |                         |                                                                                   |        |
| 3                | Anatoli Berezovoy Mikhail Lisun                             | Metade de 1977          | Cancelado ao fim do programa Salyut 5.                                            | [ 29 ] |
| Salyut 7         |                                                             |                         |                                                                                   |        |
| Missão de visita | Svetlana Savitskaya Yekaterina Ivanova Yelena Dobrokvashina | 1986                    | Missão totalmente feminina cancelada após a aparição de problemas com a Salyut 7. | [ 30 ] |